# Nejvyšší hory Colorada

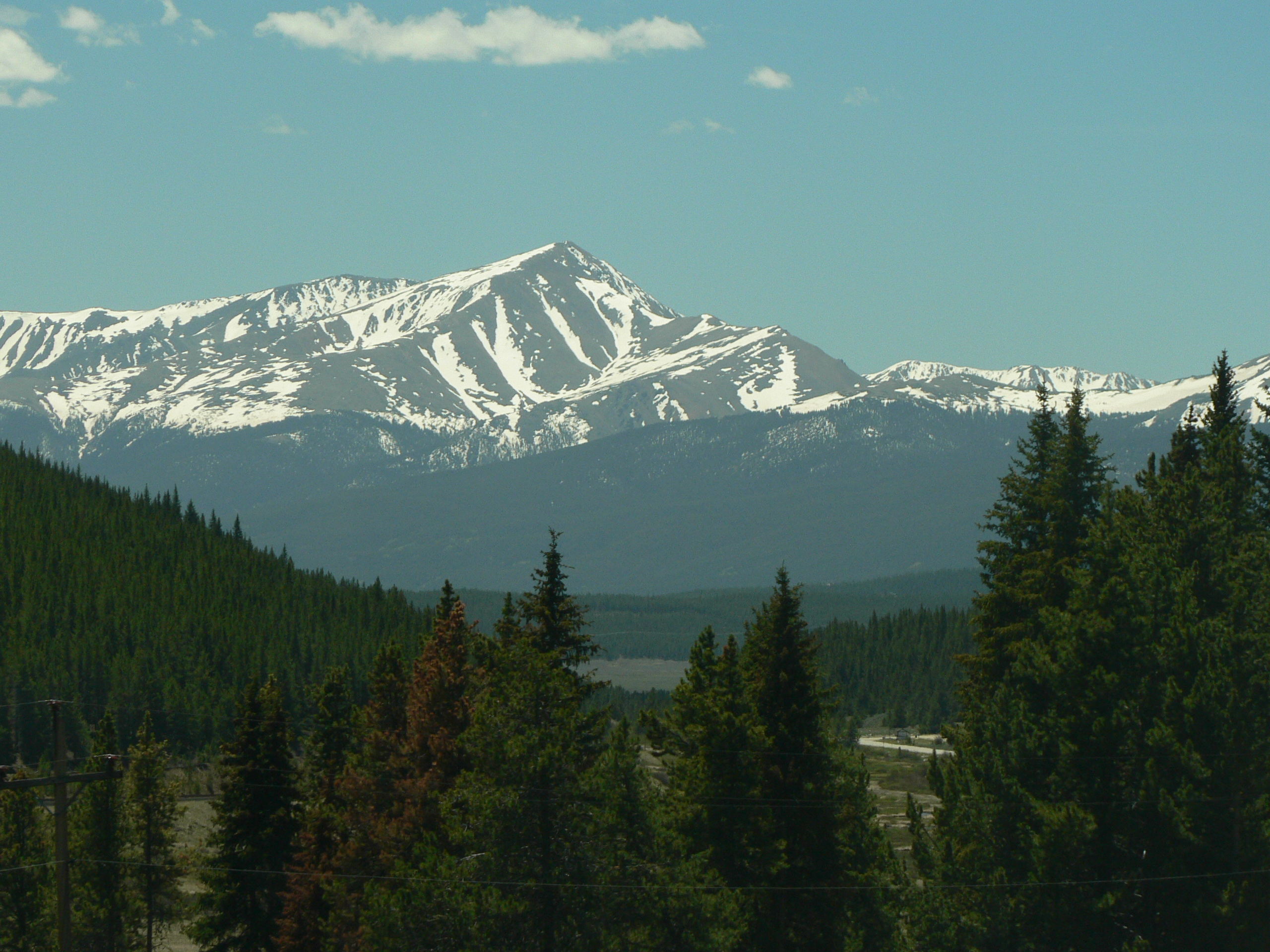
Mount Elbert

Nejvyšší hory Colorada. V Coloradu se nachází 54 hor vyšších než 14 000 stop (4 267 m).
Čtyři z pěti nejvyšších hor Colorada leží v pohoří Sawatch Range (celkem v tomto pohoří leží 15 hor vyšších než 14 000 stop). 
V pohoří Sawatch Range se také nachází nejvyšší hora Colorada a nejvyšší hora Skalnatých hor Mount Elbert (4 401 m).

## 30 nejvyšších hor Colorada

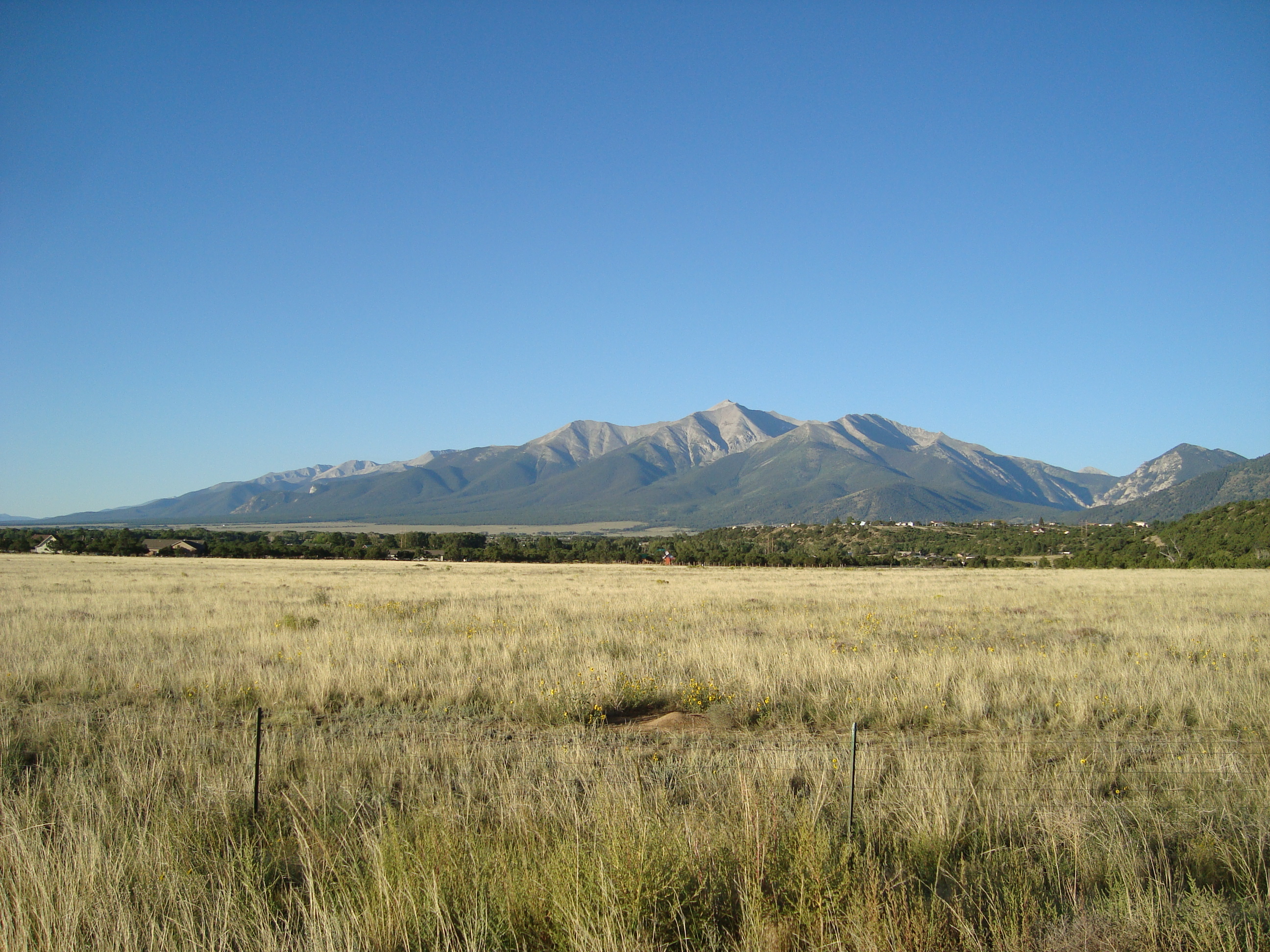
Mount Harvard

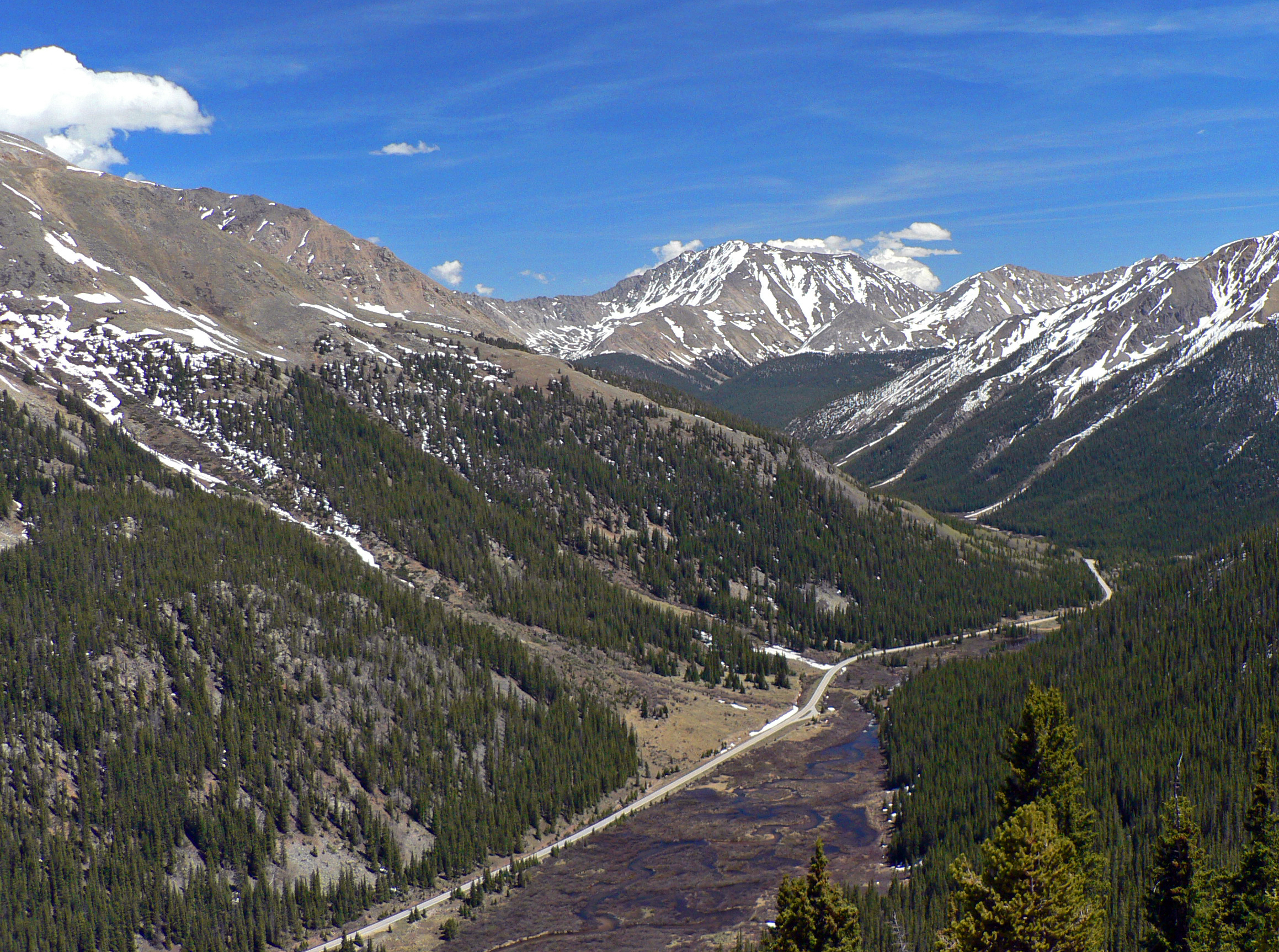
La Plata Peak

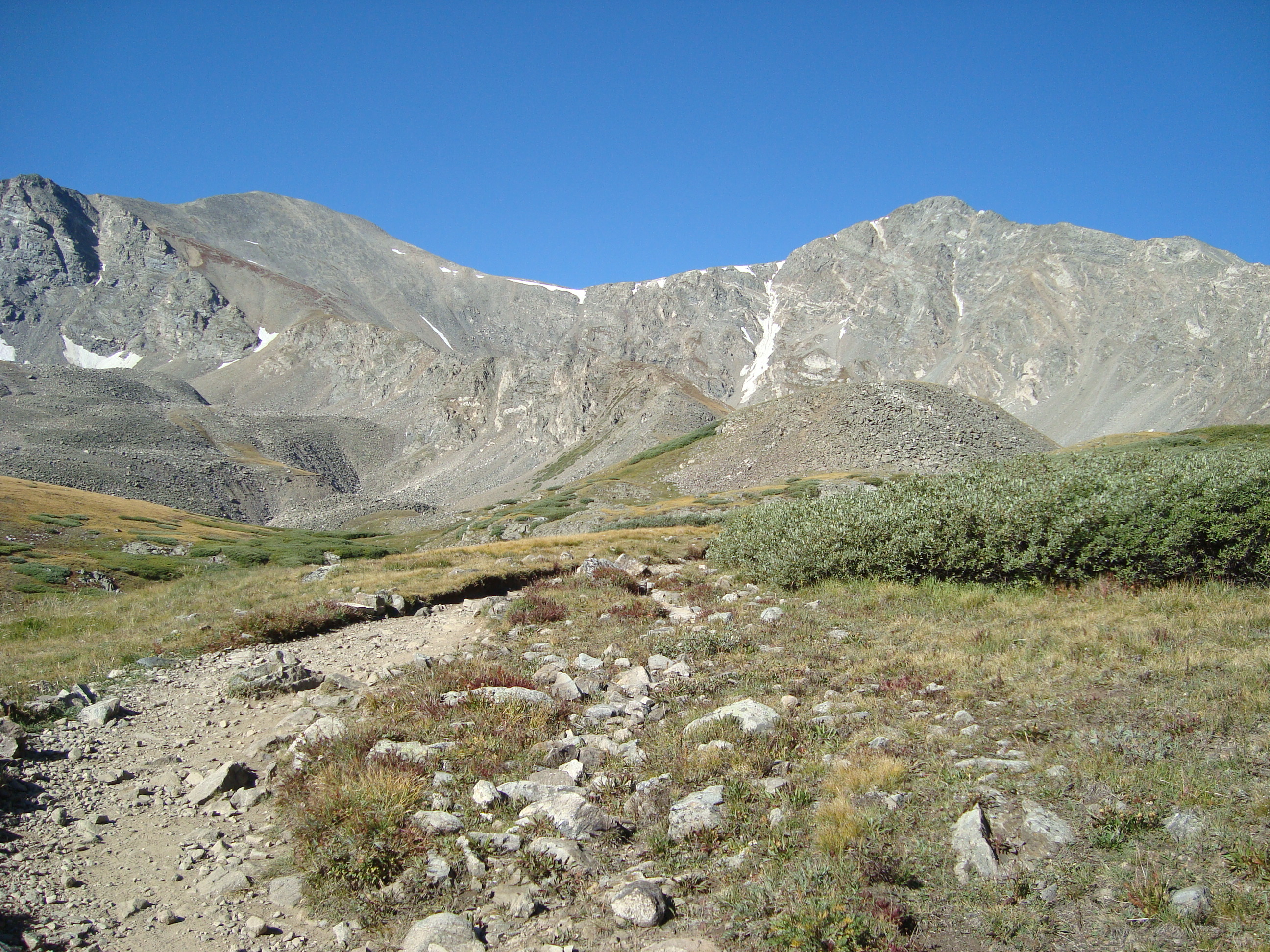
Grays Peak a Torreys Peak

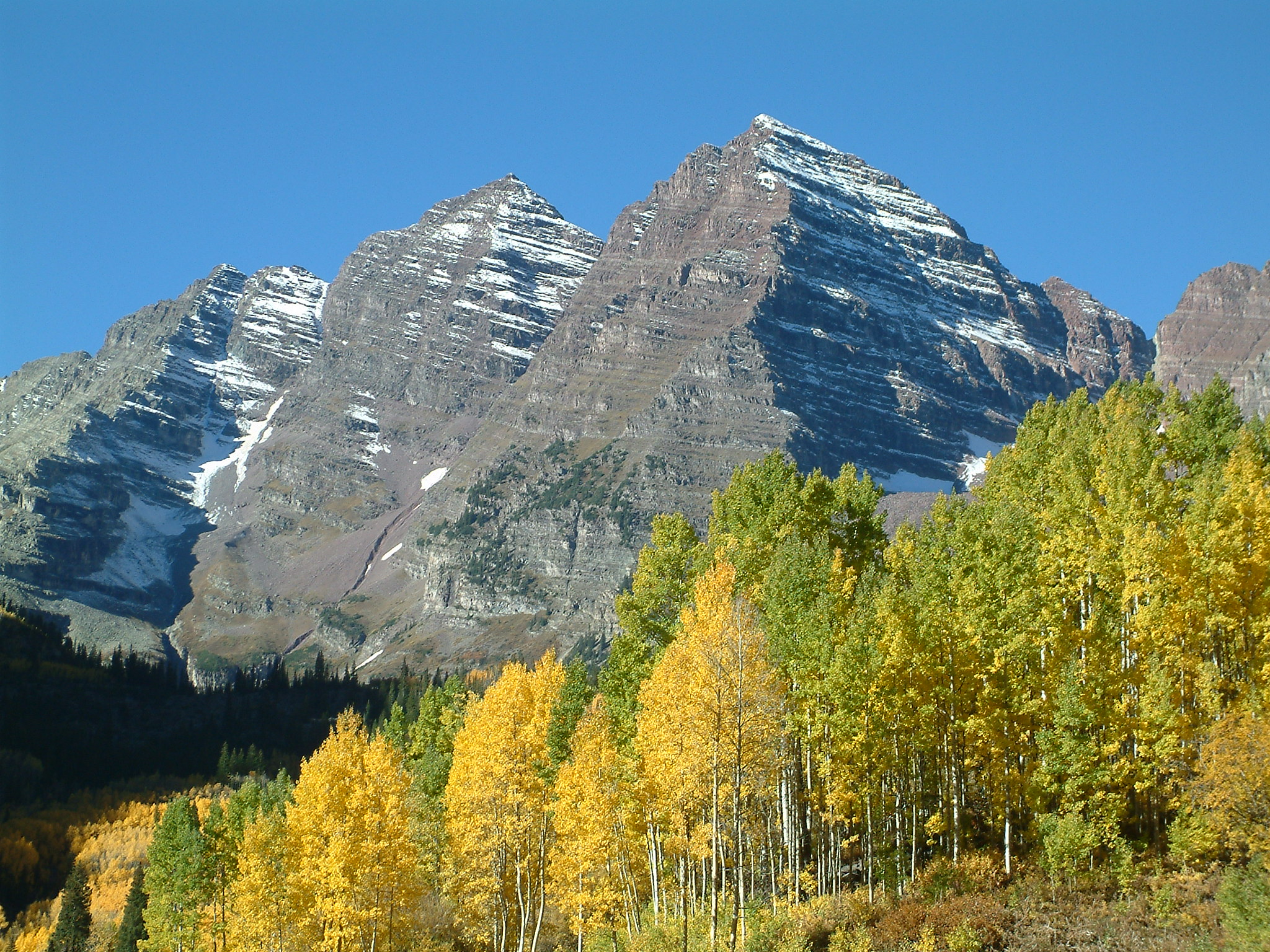
Maroon Bells

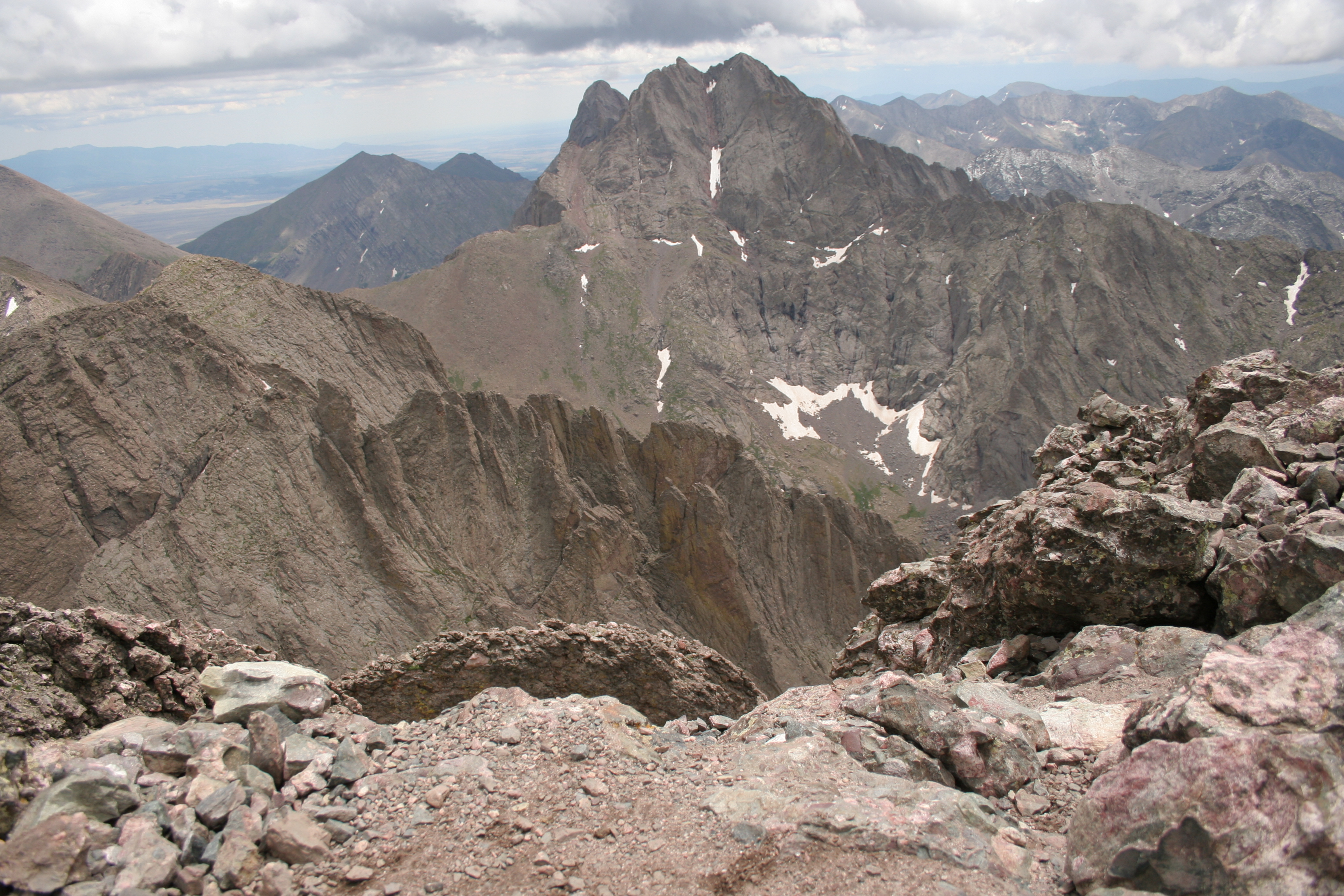
Crestone Peak

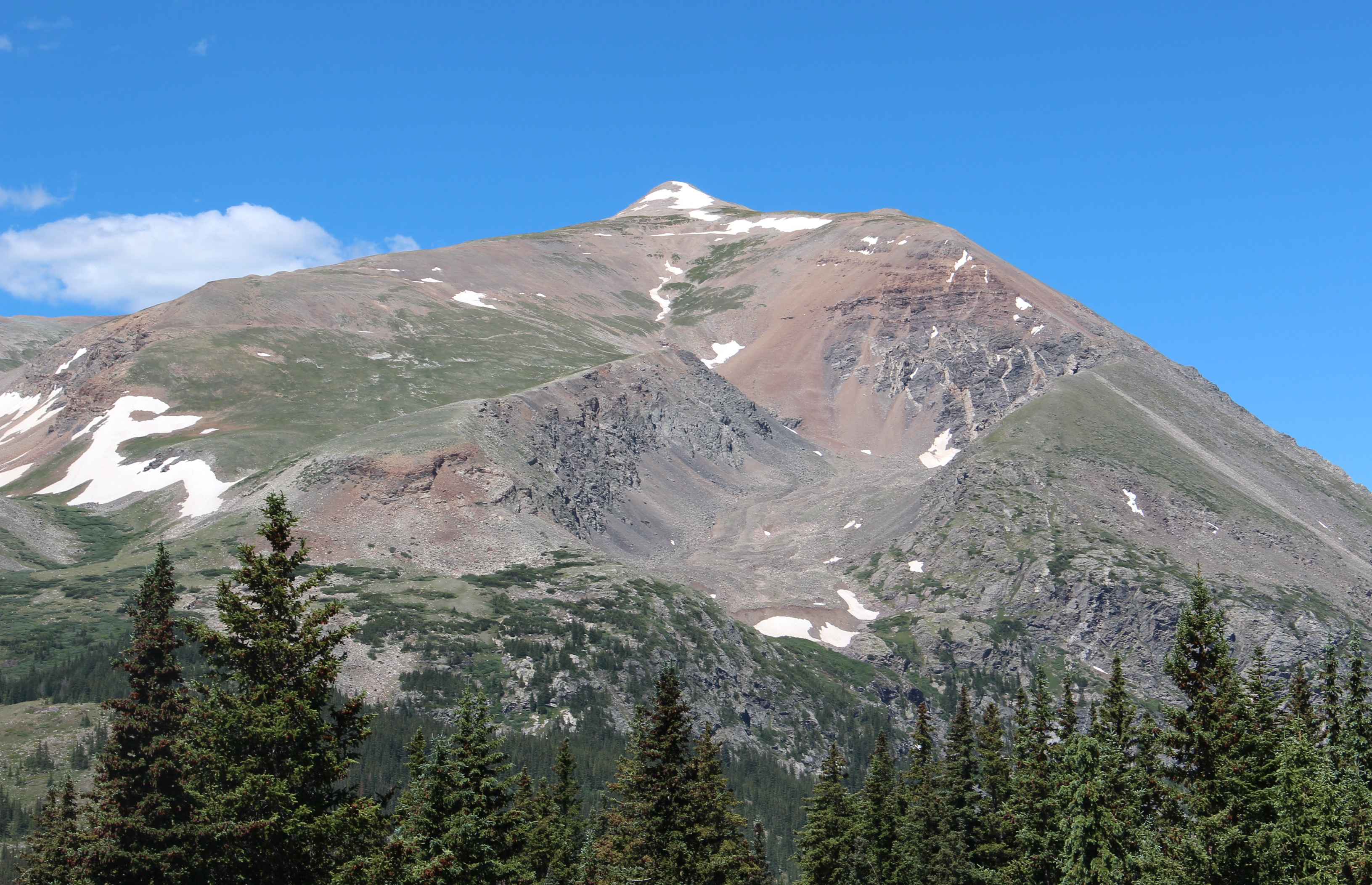
Mount Lincoln

Ve výčtu hor jsou zastoupeny pouze vrcholy s prominencí vyšší než 500 metrů.
|    | Vrchol                  | Pohoří                     | Výška (m) | Prominence (m) | Izolace (km) |
| -- | ----------------------- | -------------------------- | --------- | -------------- | ------------ |
| 1  | Mount Elbert            | Sawatch Range              | 4 401     | 2 772          | 1 079        |
| 2  | Mount Massive           | Sawatch Range              | 4 398     | 598            | 8,1          |
| 3  | Mount Harvard           | Sawatch Range              | 4 396     | 719            | 24           |
| 4  | Blanca Peak             | Sangre de Cristo Mountains | 4 374     | 1 623          | 166,4        |
| 5  | La Plata Peak           | Sawatch Range              | 4 372     | 560            | 10,1         |
| 6  | Uncompahgre Peak        | San Juan Mountains         | 4 365     | 1 304          | 137          |
| 7  | Crestone Peak           | Sangre de Cristo Mountains | 4 357     | 1 388          | 44,1         |
| 8  | Mount Lincoln           | Mosquito Range             | 4 357     | 1 177          | 36,3         |
| 9  | Grays Peak              | Front Range                | 4 352     | 844            | 40,3         |
| 10 | Mount Antero            | Sawatch Range              | 4 351     | 763            | 28,6         |
| 11 | Castle Peak             | Elk Mountains              | 4 348     | 715            | 33,7         |
| 12 | Mount Evans             | Front Range                | 4 348     | 844            | 15,8         |
| 13 | Longs Peak              | Front Range                | 4 346     | 896            | 70,2         |
| 14 | Mount Wilson            | San Juan Mountains         | 4 344     | 1 227          | 53,2         |
| 15 | Mount Princeton         | Sawatch Range              | 4 329     | 664            | 8,4          |
| 16 | Mount Yale              | Sawatch Range              | 4 328     | 578            | 8,9          |
| 17 | Maroon Peak             | Elk Mountains              | 4 317     | 712            | 13           |
| 18 | Mount Sneffels          | San Juan Mountains         | 4 315     | 930            | 25,3         |
| 19 | Capitol Peak            | Elk Mountains              | 4 309     | 533            | 12           |
| 20 | Pikes Peak              | Front Range                | 4 302     | 1 686          | 97,6         |
| 21 | Windom Peak             | San Juan Mountains         | 4 296     | 667            | 42,4         |
| 22 | Handies Peak            | San Juan Mountains         | 4 285     | 582            | 18           |
| 23 | Culebra Peak            | Sangre de Cristo Mountains | 4 283     | 1 471          | 56,9         |
| 24 | San Luis Peak           | San Juan Mountains         | 4 274     | 949            | 43,4         |
| 25 | Mount of the Holy Cross | Sawatch Range              | 4 271     | 644            | 29,6         |
| 26 | Grizzly Peak            | Sawatch Range              | 4 266     | 588            | 10,9         |
| 27 | Mount Ouray             | Sawatch Range              | 4 255     | 810            | 21,9         |
| 28 | Vermilion Peak          | San Juan Mountains         | 4 237     | 642            | 14,6         |
| 29 | Mount Silverheels       | Front Range                | 4 215     | 696            | 8,8          |
| 30 | Rio Grande Pyramid      | San Juan Mountains         | 4 214     | 573            | 17,3         |

## 10 vrcholů s nejvyšší prominencí
10 nejprominentnějších hor ve státě Colorado.
|    | Vrchol            | Pohoří                     | Výška (m) | Prominence (m) | Izolace (km) |
| -- | ----------------- | -------------------------- | --------- | -------------- | ------------ |
| 1  | Mount Elbert      | Sawatch Range              | 4 401     | 2 772          | 1 079        |
| 2  | Pikes Peak        | Front Range                | 4 302     | 1 686          | 97,6         |
| 3  | Blanca Peak       | Sangre de Cristo Mountains | 4 374     | 1 623          | 166,4        |
| 4  | Culebra Peak      | Sangre de Cristo Mountains | 4 283     | 1 471          | 56,9         |
| 5  | Crestone Peak     | Sangre de Cristo Mountains | 4 357     | 1 388          | 44,1         |
| 6  | Uncompahgre Peak  | San Juan Mountains         | 4 365     | 1 304          | 137          |
| 7  | Flat Top Mountain | Flat Tops                  | 3 768     | 1 236          | 65,6         |
| 8  | Mount Wilson      | San Juan Mountains         | 4 344     | 1 227          | 53,2         |
| 9  | Ute Peak          | Ute Mountain               | 3 042     | 1 225          | 55,2         |
| 10 | Mount Lincoln     | Mosquito Range             | 4 357     | 1 177          | 36,3         |

## 30 nejvyšších hor Colorada s prominencí vyšší než 100 metrů

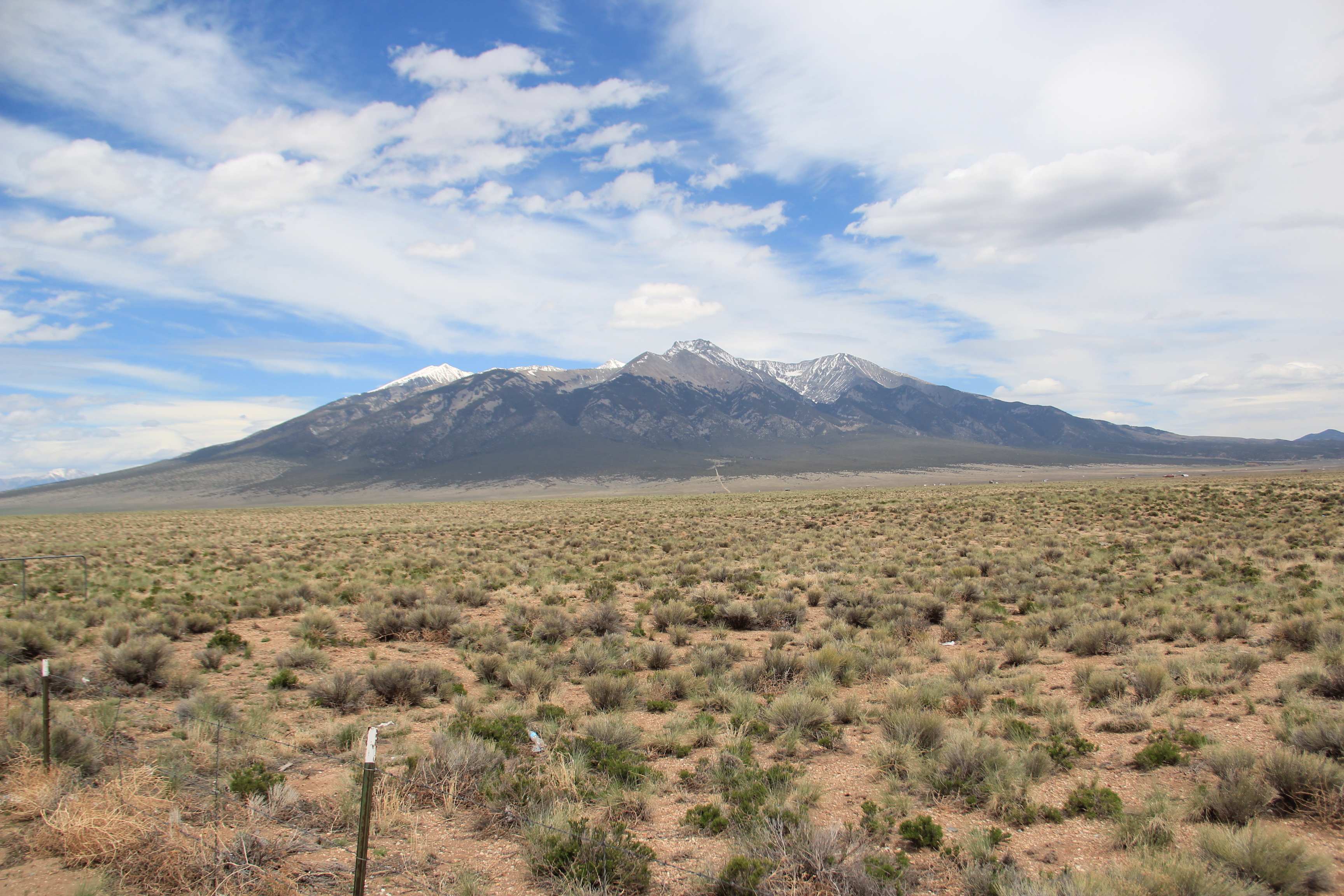
Blanca Peak

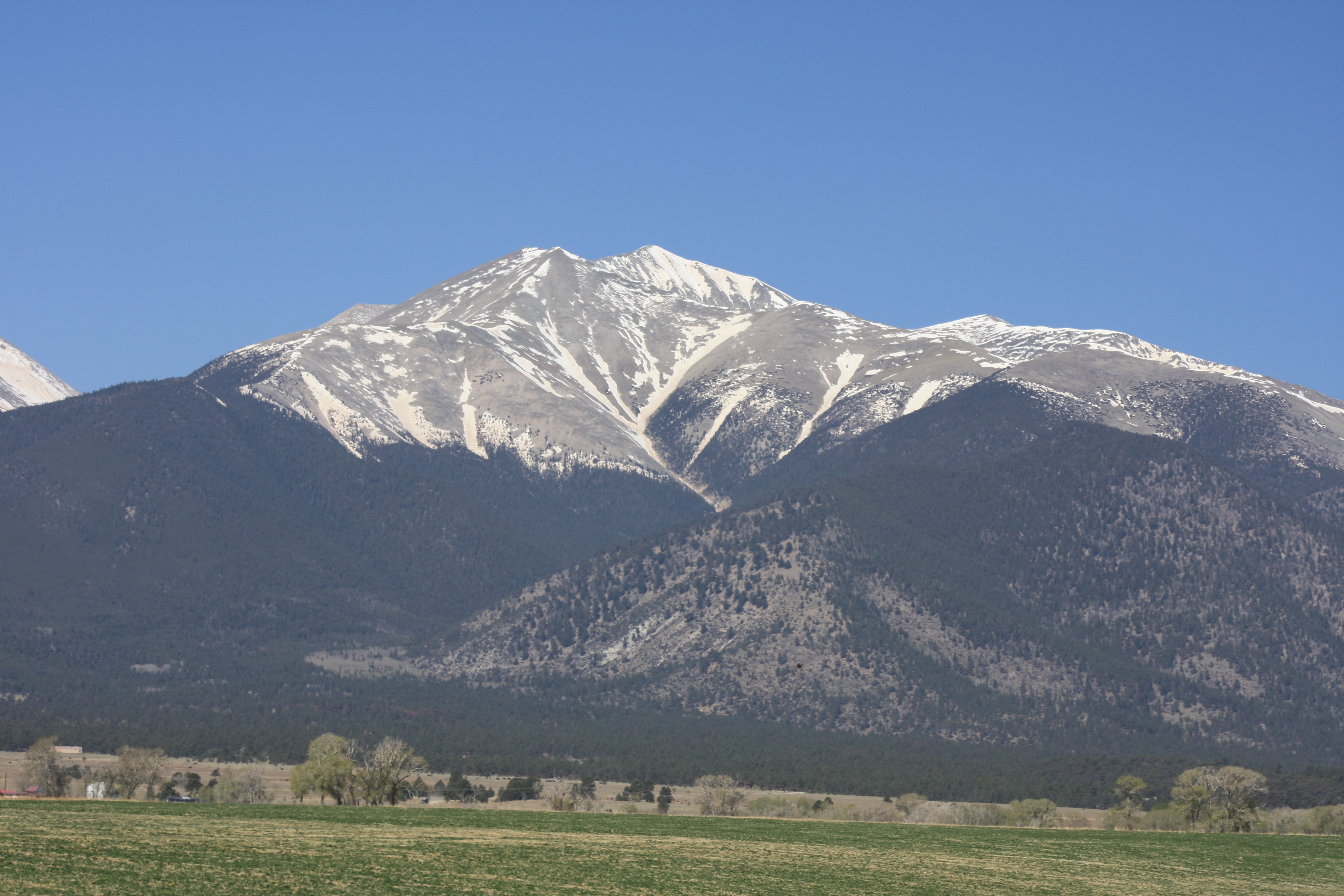
Mount Antero

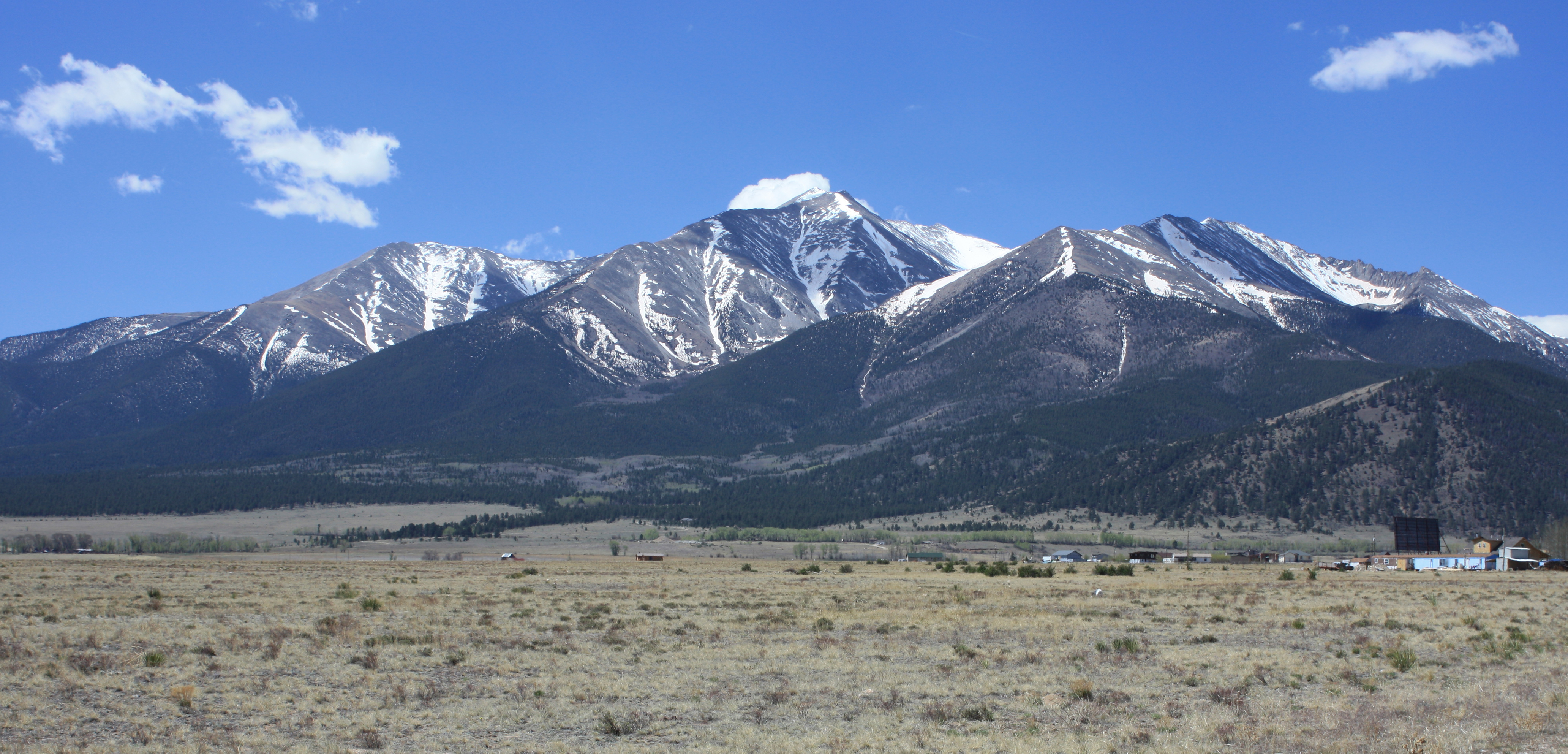
Mount Princeton

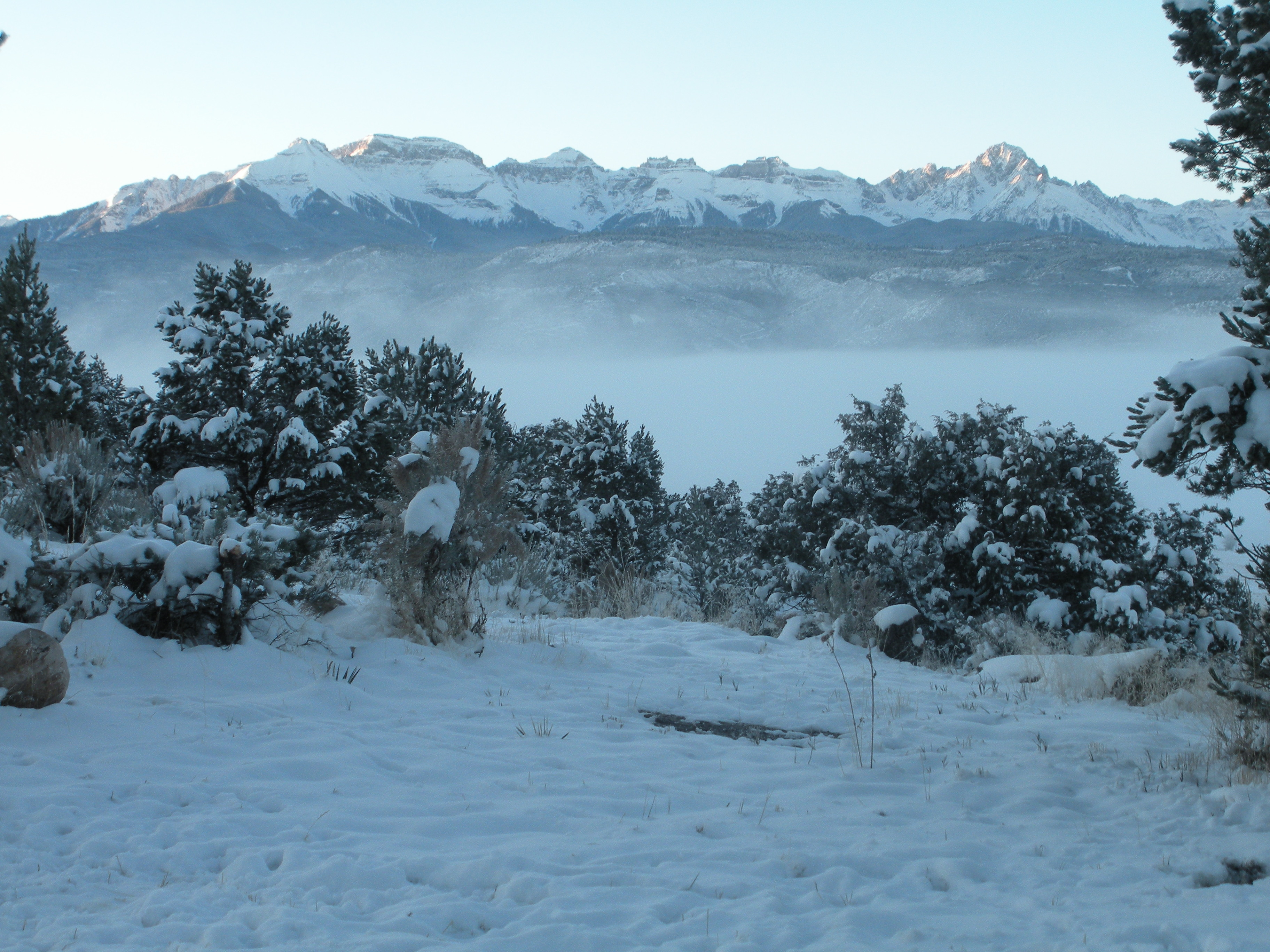
Mount Sneffels

Ve výčtu hor jsou zastoupeny pouze vrcholy s prominencí vyšší než 100 metrů.
|    | Vrchol              | Pohoří                     | Výška (m) | Prominence (m) | Izolace (km) |
| -- | ------------------- | -------------------------- | --------- | -------------- | ------------ |
| 1  | Mount Elbert        | Sawatch Range              | 4 401     | 2 772          | 1 079        |
| 2  | Mount Massive       | Sawatch Range              | 4 398     | 598            | 8,1          |
| 3  | Mount Harvard       | Sawatch Range              | 4 396     | 719            | 24           |
| 4  | Blanca Peak         | Sangre de Cristo Mountains | 4 374     | 1 623          | 166,4        |
| 5  | La Plata Peak       | Sawatch Range              | 4 372     | 560            | 10,1         |
| 6  | Uncompahgre Peak    | San Juan Mountains         | 4 365     | 1 304          | 137          |
| 7  | Crestone Peak       | Sangre de Cristo Mountains | 4 357     | 1 388          | 44,1         |
| 8  | Mount Lincoln       | Mosquito Range             | 4 357     | 1 177          | 36,3         |
| 9  | Grays Peak          | Front Range                | 4 352     | 844            | 40,3         |
| 10 | Mount Antero        | Sawatch Range              | 4 351     | 763            | 28,6         |
| 11 | Torreys Peak        | Front Range                | 4 351     | 171            | 1,1          |
| 12 | Castle Peak         | Elk Mountains              | 4 348     | 715            | 33,7         |
| 13 | Quandary Peak       | Mosquito Range             | 4 348     | 343            | 5,1          |
| 14 | Mount Evans         | Front Range                | 4 348     | 844            | 15,8         |
| 15 | Longs Peak          | Front Range                | 4 346     | 896            | 70,2         |
| 16 | Mount Wilson        | San Juan Mountains         | 4 344     | 1 227          | 53,2         |
| 17 | Mount Shavano       | Sawatch Range              | 4 338     | 493            | 6,1          |
| 18 | Mount Princeton     | Sawatch Range              | 4 329     | 664            | 8,4          |
| 19 | Mount Belford       | Sawatch Range              | 4 329     | 408            | 5,3          |
| 20 | Crestone Needle     | Sangre de Cristo Mountains | 4 329     | 139            | 0,7          |
| 21 | Mount Yale          | Sawatch Range              | 4 328     | 578            | 8,9          |
| 22 | Kit Carson Mountain | Sangre de Cristo Mountains | 4 319     | 312            | 2,1          |
| 23 | Maroon Peak         | Elk Mountains              | 4 317     | 712            | 13           |
| 24 | Tabeguache Peak     | Sawatch Range              | 4 317     | 139            | 1,2          |
| 25 | Mount Oxford        | Sawatch Range              | 4 316     | 199            | 2            |
| 26 | Mount Sneffels      | San Juan Mountains         | 4 315     | 930            | 25,3         |
| 27 | Mount Democrat      | Mosquito Range             | 4 315     | 234            | 2            |
| 28 | Capitol Peak        | Elk Mountains              | 4 309     | 533            | 12           |
| 29 | Pikes Peak          | Front Range                | 4 302     | 1 686          | 97,6         |
| 30 | Snowmass Mountain   | Elk Mountains              | 4 297     | 351            | 7,8          |